# 유리 자이체프 (역도 선수)
유리 콘스탄티노비치 자이체프(러시아어: Юрий Константинович Зайцев, 1951년 1월 17일 ~ 2022년 9월 30일)는 소련의 역도 선수이다.

## 인물 정보
자이체프는 소련 사할린주 포베디에서 자랐다. 10세가 될 때 그의 부모는 그와 함께 카자흐스탄 카라간다로 이주하였다. 그는 14세 때 역도를 시작하였으며, 그의 첫번째 코치는 블라디미르 네트슈히포렌코였다.
1974년에 소련 역도 국가 대표팀으로 발탁된 자이체프는 그해 마닐라에서 열린 세계 역도 선수권 대회에서 동메달을 획득하였다. 그는 1976년 몬트리올 올림픽에 출전하여 남자 헤비급 110 kg 부문에서 금메달을 획득하고, 1978년 세계 역도 선수권 대회에서 우승을 차지하였다.